# Blockstream
Blockstream est une société technologique leader dans le développement d'application en lien avec bitcoin et la technologie blockchain. Blockstream est dirigée par le cofondateur Adam Back et fondée par Gregory Maxwell, Pieter Wuille, Jonathan Wilkins, Matt Corallo et d'autres.
Blockstream emploie un grand nombre de développeurs majeurs de Bitcoin Core.
À ce jour, la société a levé 76 M $ auprès d'investisseurs, notamment des sociétés de capital-risque Horizons Ventures et Mosaic Ventures,.